# Wiktor Piatkow
Wiktor Jewgienjewicz Piatkow (ros. Виктор Евгеньевич Пятков, ur. 5 listopada 1929 we wsi Siergiejewka w rejonie buzdiackim, zm. 3 września 2008 w Nieftiejugansku) – pracownik przemysłu naftowego ZSRR, Bohater Pracy Socjalistycznej (1981).

## Życiorys
W latach 1945–1965 pracował w przedsiębiorstwach przemysłowych w "Oktiabrsknieft" w Baszkirskiej ASRR, później operator wydobycia ropy naftowej i gazu Zarządu "Jugansknieft" Gławtiumennieftegazu w obwodzie tiumeńskim, od 1989 na emeryturze. Od 3 marca 1981 do 25 lutego 1986 zastępca członka KC KPZR, członek Komitetu Obwodowego KPZR w Tiumeni. Brał udział w eksploatacji złoża ropy naftowej w Ust'Bałyku. Uchwałą Prezydium Rady Najwyższej ZSRR z 2 marca 1981 za wydatne osiągnięcia produkcyjne, przedterminowe wykonanie zadań dziesiątej pięciolatki i obowiązków socjalistycznych i wykazywanie pracowniczej dzielności otrzymał tytuł Bohatera Pracy Socjalistycznej. Odznaczony Medalem Sierp i Młot (2 marca 1981), dwoma Orderami Lenina i medalami.